# Siro da Correggio
Giovanni Siro da Correggio d'Austria (Correggio, 13 agosto 1590 – Mantova, 23 ottobre 1645) è stato un nobile italiano. Fu conte e poi principe sovrano di Correggio.

## Biografia
Siro fu il figlio primogenito di Camillo Calvo, conte di Correggio, e della sua seconda moglie, la nobile Francesca Mellini, figlia di Pietro Mellini, nobile romano, e di Bianca Castagna (la quale era nipote di papa Urbano VII e sorellastra del cardinale Giovanni Garzia Millini). Al momento della nascita di Siro i genitori non avevano ancora contratto matrimonio, sicché il bambino venne legittimato da Camillo soltanto con un atto notarile, presto impugnato dagli altri membri della famiglia che ambivano alla signoria su Correggio. Alla morte del padre, nel 1605, il giovane Siro fu inizialmente posto sotto la tutela del Governatore spagnolo di Milano, il Conte di Fuentes. Tuttavia, nel 1612 la Camera imperiale gli contestò il diritto alla successione nel feudo correggese.
Per tutelare i propri interessi presso l'Imperatore, Siro inviò a Vienna il giovane diplomatico correggese Ottavio Bolognesi, che riuscì abilmente a ottenere per lui il soddisfacimento delle sue richieste. Salito finalmente al potere, dopo aver avuto ragione delle mire del cugino Gerolamo II e del fratello Camillo, venne investito dall'Imperatore del titolo di Conte del Sacro Romano Impero e nel 1615 ottenne il diritto di primogenitura. Nel 1616 venne creato Principe del Sacro Romano Impero e così, con lo stesso documento, anche i suoi domini vennero elevati a principato: all'epoca le città principali in mano alla famiglia da Correggio erano, oltre alla capitale Correggio, i paesi di Campagnola, Fabbrico, Mandriolo di Sopra, Mandrio, Rio, San Martino, Mandriolo di Sotto, Fosdondo, Fazzano e Canolo. Patrocinò Giovanni Ghizzolo, che assunse come proprio maestro di cappella di Corte.
La sua fortuna al governo, ad ogni modo, non durò a lungo. A seguito di uno scontro con l'Inquisizione per aver intralciato a Correggio nel 1617 l'operato di un inquisitore domenicano, Girolamo Zambeccari, e per averlo fatto bastonare, Siro fu tradotto in carcere a Milano; tra il 1618 e il 1619 il Bolognesi si recò quindi a Roma, ottenendo dal papa Paolo V la liberazione del Principe e il suo proscioglimento dalle accuse. Pochi anni dopo però, nel 1623, Siro fu accusato da Vienna di aver permesso la falsificazione di monete imperiali nella zecca di Correggio e in quella di Brescello. Ancora sotto processo, nel 1629, in occasione della discesa in Italia delle truppe imperiali per la guerra di successione di Mantova e del Monferrato, Sirò fuggì da Correggio occupata dai soldati germanici e gli fu intimato di pagare un'ammenda di 230.000 fiorini, pena la conferma della decadenza dal titolo. Venne sottoposto alla confisca dei propri possedimenti nel 1630. Siro, in questo modo, si trovò senza nemmeno il denaro necessario per poter pagare il riscatto e si recò a Vienna per supplicare l'Imperatore, ma senza esito. I suoi domini, seppure formalmente ancora "riscattabili", vennero ceduti alla casata degli Este, che allargò la propria influenza anche su questi territori a cui anelava da tempo.
Senza denaro e senza proprietà, Siro effettuò ancora alcuni tentativi per tutelare i propri diritti e quelli del figlio Maurizio, rivelatisi però senza esito, e quindi si rifugiò a Mantova dove morì il 23 ottobre 1645.

## Discendenza
Siro da Correggio aveva sposato Anna Pennoni, figlia di Antonio Pennoni, "munizioniere" del Re di Spagna, dalla quale ebbe quattro figli:
- Cammillo (1612-1630).
- Maurizio (1623-1672), che però non occuparono mai il trono paterno confiscato, non potendosi permettere di versare il denaro ufficialmente richiesto per la cancellazione della confisca, e vissero rispettivamente a Milano e a Mantova come patrizi della nobiltà cittadina locale.
- Caterina.
- Maddalena.

Ebbe anche una figlia naturale, Lucrezia, sposò Andrea Zani di Bologna.

## Ascendenza
|                                        |   |                                      | Genitori                                             |  |  | Nonni |  |  | Bisnonni                  |  |  | Trisnonni                      |  |
|                                        |   |                                      |                                                      |  |  |       |  |  | Borso, conte di Correggio |  |  | Manfredo I, conte di Correggio |  |
|                                        |   |                                      |                                                      |  |  |       |  |  | Borso, conte di Correggio |  |  | Manfredo I, conte di Correggio |  |
|                                        |   | Agnese Pio                           |                                                      |  |  |       |  |  | Borso, conte di Correggio |  |  |                                |  |
| Manfredo II, conte di Correggio        |   |                                      |                                                      |  |  |       |  |  | Borso, conte di Correggio |  |  |                                |  |
|                                        |   | Franziska von Brandenburg            | Fritz von Brandenburg                                |  |  |       |  |  |                           |  |  |                                |  |
|                                        |   | Franziska von Brandenburg            | Fritz von Brandenburg                                |  |  |       |  |  |                           |  |  |                                |  |
|                                        |   | Franziska von Brandenburg            | …                                                    |  |  |       |  |  |                           |  |  |                                |  |
| Camillo, conte di Correggio            |   | Franziska von Brandenburg            |                                                      |  |  |       |  |  |                           |  |  |                                |  |
|                                        |   | Ercole d'Este, I conte di Corteolona | Sigismondo I d'Este, I signore di San Martino in Rio |  |  |       |  |  |                           |  |  |                                |  |
|                                        |   | Ercole d'Este, I conte di Corteolona | Sigismondo I d'Este, I signore di San Martino in Rio |  |  |       |  |  |                           |  |  |                                |  |
|                                        |   | Ercole d'Este, I conte di Corteolona | Cecilia Rachesi                                      |  |  |       |  |  |                           |  |  |                                |  |
| Lucrezia d'Este                        |   | Ercole d'Este, I conte di Corteolona |                                                      |  |  |       |  |  |                           |  |  |                                |  |
|                                        |   | Angela Sforza                        | Carlo Sforza, conte di Magenta                       |  |  |       |  |  |                           |  |  |                                |  |
|                                        |   | Angela Sforza                        | Carlo Sforza, conte di Magenta                       |  |  |       |  |  |                           |  |  |                                |  |
|                                        |   | Angela Sforza                        | Bianca Simonetta                                     |  |  |       |  |  |                           |  |  |                                |  |
| Giovanni Siro, I principe di Correggio |   | Angela Sforza                        |                                                      |  |  |       |  |  |                           |  |  |                                |  |
|                                        | … | …                                    |                                                      |  |  |       |  |  |                           |  |  |                                |  |
|                                        | … | …                                    |                                                      |  |  |       |  |  |                           |  |  |                                |  |
|                                        | … | …                                    |                                                      |  |  |       |  |  |                           |  |  |                                |  |
| Pietro Mellini                         | … |                                      |                                                      |  |  |       |  |  |                           |  |  |                                |  |
|                                        |   | …                                    | …                                                    |  |  |       |  |  |                           |  |  |                                |  |
|                                        |   | …                                    | …                                                    |  |  |       |  |  |                           |  |  |                                |  |
|                                        |   | …                                    | …                                                    |  |  |       |  |  |                           |  |  |                                |  |
| Francesca Mellini                      |   | …                                    |                                                      |  |  |       |  |  |                           |  |  |                                |  |
|                                        |   | …                                    | …                                                    |  |  |       |  |  |                           |  |  |                                |  |
|                                        |   | …                                    | …                                                    |  |  |       |  |  |                           |  |  |                                |  |
|                                        |   | …                                    | …                                                    |  |  |       |  |  |                           |  |  |                                |  |
| Bianca Castagna                        |   | …                                    |                                                      |  |  |       |  |  |                           |  |  |                                |  |
|                                        |   | …                                    | …                                                    |  |  |       |  |  |                           |  |  |                                |  |
|                                        |   | …                                    | …                                                    |  |  |       |  |  |                           |  |  |                                |  |
|                                        |   | …                                    | …                                                    |  |  |       |  |  |                           |  |  |                                |  |
|                                        |   | …                                    |                                                      |  |  |       |  |  |                           |  |  |                                |  |